# Amel Majri
Amel Majri (Monasztir, 1993. január 25. –) tunéziai-francia női válogatott labdarúgó. Az Olympique Lyon középpályása.

## Sikerei, díjai

### Klubcsapatban
Francia bajnok (10):
- Olympique Lyon (10): 2010–2011, 2011–2012, 2012–2013, 2013–2014, 2014–2015, 2015–2016, 2016–2017, 2017–2018, 2018–2019, 2019–20

 Francia kupagyőztes (8):
- Olympique Lyon (8): 2012, 2013, 2014, 2015, 2016, 2017, 2016, 2019, 2020

Bajnokok Ligája győztes (7):
- Olympique Lyon (7): 2010–11, 2011–12, 2015–16, 2016–17, 2017–18, 2018–19, 2019-20

Nemzetközi Bajnokok Kupája győztes (1):
- Olympique Lyon (1): 2019[2]

### Válogatottban
Franciaország
- Ciprus-kupa győztes (1): 2014
- SheBelieves-kupa győztes (1): 2017

### Egyéni
- Az év játékosa (1): 2016